# Klas Dahlbeck
Klas Henrik Dahlbäck, född 6 juli 1991 i Katrineholm, är en svensk professionell ishockeyspelare som spelar för HC Davos i National League. Dahlbeck inledde sin professionella karriär med Linköping HC i Elitserien och draftades i tredje rundan i 2011 års NHL-draft av Chicago Blackhawks som 79:e spelare totalt. Sommaren 2012 skrev han ett treårskontrakt med Blackhawks, men tillbringade nästan tre säsonger i klubbens farmarlag, Rockford Icehogs, innan han debuterade med Chicago i NHL säsongen 2014/15. Samma säsong blev han bortbytt till Arizona Coyotes, med vilka han gjorde sin första hela NHL-säsong 2015/16. Därefter spelade han under två säsonger för Carolina Hurricanes.
Inför säsongen 2018/19 skrev Dahlbeck ett ettårsavtal med CSKA Moskva i KHL. Han spelade för klubben under fyra säsonger och vann Gagarin Cup vid två tillfällen (2019 och 2022). Sedan maj 2022 tillhör Dahlbeck den schweiziska klubben HC Davos.
Dahlbecks moderklubb är Katrineholms HK (KH95) och som junior spelade han för Växjö Lakers HC och Linköping HC. På lägre nivåer har Dahlbeck också spelat en handfull matcher för Gislaveds SK och Mjölby HC i Division 1. Han debuterade i det svenska landslaget 2011 och har spelat ett VM. Innan dess hade han som junior representerat Sverige vid JVM 2011.

## Karriär

### Klubblagskarriär

#### 2009–2018: Juniorår och spel i Nordamerika
Dahlbeck påbörjade sin ishockeykarriär vid 10 års ålder då han började spela för Katrineholms HK. Familjen flyttade senare till Växjö där han spelade i Växjö Lakers HC:s juniorverksamhet. Dahlbeck värvades inför säsongen 2009/10 till Linköping HC:s J20-lag. Under denna säsong fick han också debutera med klubbens seniorlag i Elitserien och fick speltid för första gången i en match mot Frölunda HC den 4 februari 2010. I maj 2010 skrev Dahlbeck på ett tvåårsavtal med Linköping.
Säsongen 2010/11 var han ordinarie i Linköpings A-lag och gjorde sin första poäng i Elitserien då han assisterade till ett av målen i en match mot Södertälje SK den 27 september 2010. Under säsongen spelade Dahlbeck 47 matcher och noterades för åtta assistpoäng. Den 27 januari 2012 gjorde han sitt första Elitserie-mål, på Joakim Lundström, i en 6–3-seger mot Timrå IK. På totalt 118 matcher för Linköping noterades Dahlbeck totalt för tolv poäng (två mål, tio assist).

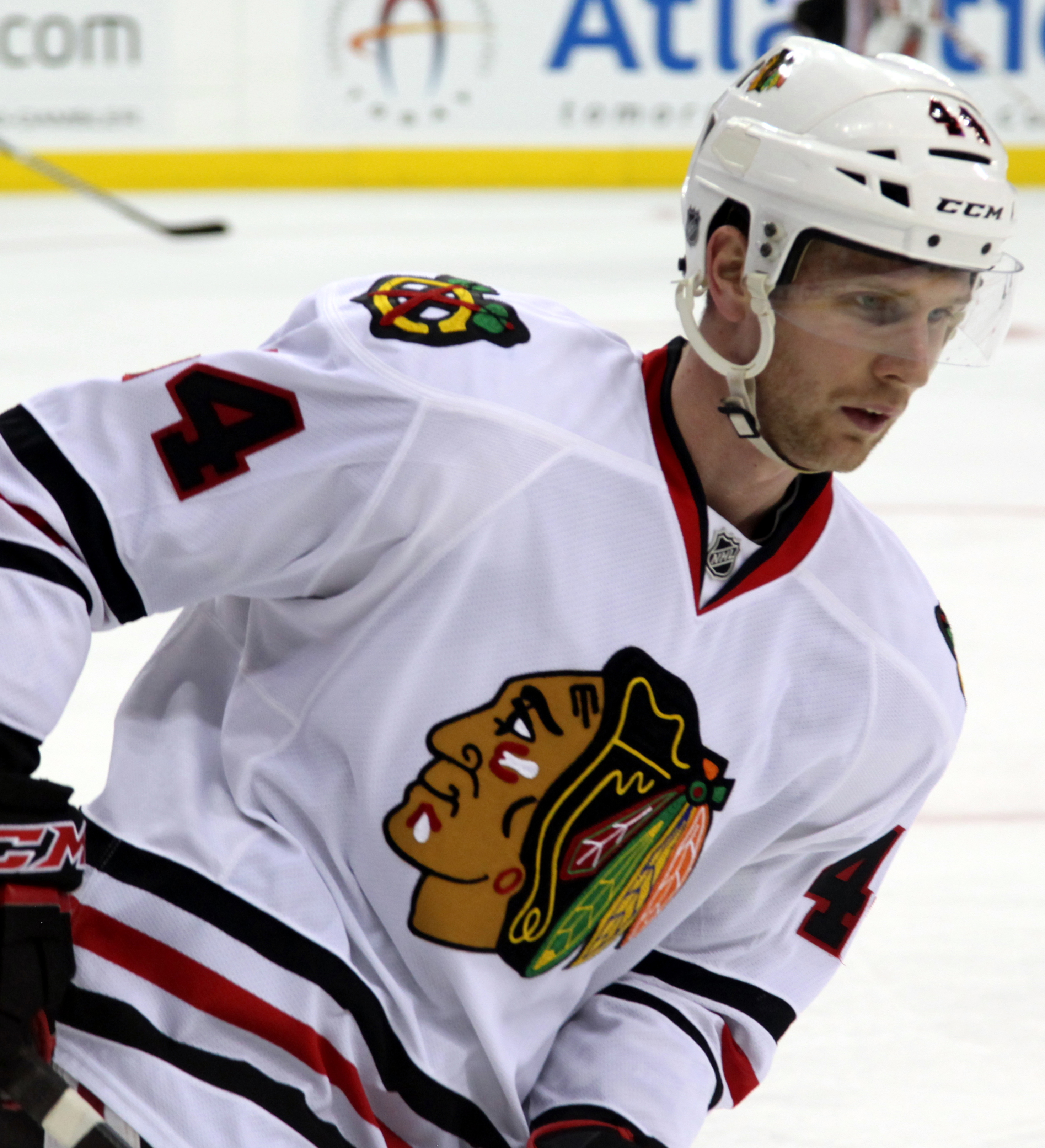
Dahlbeck med Rockford Icehogs.

I 2011 års NHL-draft valdes han i den tredje rundan, som nummer 79 totalt, av Chicago Blackhawks. Efter ytterligare en säsong med Linköping, skrev Dahlbeck den 29 maj 2012 på ett treårskontrakt med Blackhawks. Han blev dock nedflyttad till Blackhawks farmarlag, Rockford Icehogs, och tillbringade nästan tre säsonger där. Den 13 april 2013 gjorde Dahlbeck sitt första mål i AHL, på Magnus Hellberg, då Icehogs besegrade Milwaukee Admirals med 3–1. Han gjorde sin poängmässigt bästa säsong med laget 2013/14 då han stod för 35 poäng på 75 matcher (10 mål, 25 assist) och hade också bäst plus/minus-statistik i klubben. 
Säsongen 2014/15 inledde Dahlbeck med Icehogs, men blev i december 2014 uppkallad till Blackhawks och gjorde den 6 december sin första NHL-match, mot Nashville Predators. Den 11 december gjorde han sitt första NHL-mål, på Tuukka Rask, i Blackhawks 3–2-seger mot Boston Bruins. Kort därefter, den 28 februari 2015, skickade Blackhawks iväg Dahlbeck och sitt första draftval i 2015 års draft till Arizona Coyotes i utbyte mot Antoine Vermette. Dahlbeck lyckades ta en plats i Coyotes och producerade tre poäng på 19 matcher under sluttampen av säsongen. Coyotes lyckades inte ta sig till slutspel, så efter att NHL-säsongen tagit slut anslöt Dahlbeck till klubbens farmarlag Portland Pirates. På totalt åtta matcher noterades han för två assist. Den 22 oktober 2015 gjorde han sitt första mål för Coyotes, på Henrik Lundqvist, då laget föll med 4–1 mot New York Rangers. I juli 2016 förlängde Dahlbeck sitt kontrakt med Coyotes med ytterligare ett år.
Den 11 oktober 2016 meddelades det att Carolina Hurricanes tagit över Dahlbecks kontrakt sedan han placerats på waiverslistan av Coyotes. I början av säsongen stod Dahlbeck under en tid utanför laget och hade bara fått istid i nio matcher under de inledande 25 omgångarna. I december 2016 meddelades det att Dahlbeck skickats ner till Hurricanes farmarlag Charlotte Checkers för att få mer speltid. Han återvände till Carolina senare samma månad och var därefter ordinarie i laget. Laget missade slutspelet och under säsongen stod Dahlbeck för sex poäng på 43 matcher (två mål, fyra assist). I april 2017 förlängde klubben kontraktet med Dahlbeck med ett år till ett värde av 850 000 dollar.

#### 2018–2022: CSKA Moskva
Den 22 maj 2018 meddelade Hurricanes general manager att Dahlbeck hade lämnat klubben för att ansluta till KHL. Veckan därpå, den 1 juni, bekräftades det att Dahlbeck anslutit till HK CSKA Moskva då han skrivit ett ettårsavtal med klubben. Den 2 september samma år gjorde han KHL-debut i en 0–3-seger mot Traktor Tjeljabinsk. I sin tjugonde KHL-match, den 30 oktober samma år, gjorde han sitt första mål i ligan, på Alexei Krasikov, i en 4–2-seger mot HK Sibir Novosibirsk. I grundserien noterades Dahlbeck för elva poäng på 55 matcher, varav två mål. CSKA Moskva vann hela grundserien och slog sedan i tur och ordning ut HK Vitjaz Podolsk (4–0), HK Dynamo Moskva (4–1) och SKA Sankt Petersburg (4–3), innan man ställdes mot Avangard Omsk i finalserien, som man vann med 4–0 i matcher. I den fjärde matchen spelade Dahlbeck fram till det avgörande målet då Moskva vann med 3–2 efter förlängningsspel. Dahlbeck stod för två assistpoäng under dessa 20 slutspelsmatcher.
Den 29 april 2019 meddelades det att CSKA Moskva förlängt avtalet med Dahlbeck med ytterligare en säsong. Dahlbeck noterades för ett mål och sex assistpoäng på 52 grundseriematcher under sin andra säsong i klubben. Han spelade sedan tre matcher i slutspelet innan säsongen ställdes in på grund av Coronaviruspandemin 2019–2021.
Den 28 maj 2020 meddelades det att han förlängt avtalet med Moskva med ytterligare två säsonger. Den följande säsongen blev Dahlbecks poängmässigt bästa dittills i KHL:s grundserie. På 53 matcher stod han för 14 poäng, varav två mål, och laget vann Kontinental Cup. I det efterföljande slutspelet tog sig laget till final, där man dock besegrades av Avangard Omsk med 4–2 i matcher.
Efter att ha påbörjat en fjärde säsong med CSKA Moskva förlängde Dahlbeck sitt avtal med klubben med ytterligare en säsong den 10 januari 2022. Han spelade 38 grundseriematcher och stod för tre mål och två assistpoäng. I det efterföljande slutspelet slog Dahlbeck och Moskva ut både Lokomotiv Jaroslavl och HK Dynamo Moskva i åttondels, respektive kvartsfinal med 4–0 i matcher. Man tog sig sedan till final genom att slå ut SKA Sankt Petersburg med 4–3 i semifinal. I finalserien ledde motståndarna Metallurg Magnitogorsk med 3–1 i matcher, men Moskva lyckades vända serien till seger med 3–4. Dahlbeck avgjorde seriens femte match genom ett övertidsmål. Totalt stod han för fem poäng på 22 slutspelsmatcher.

#### Från 2022: HC Davos
Den 3 maj 2022 meddelades det att Dahlbeck brutit sitt avtal med CSKA Moskva och skrivit ett tvåårsavtal med den schweiziska klubben HC Davos i National League. Dahlbeck gjorde seriedebut för Davos den 16 september samma år i en 3–2-förlust mot Genève-Servette HC. Dagen därpå gjorde han sitt första mål i NL, på Ivars Punnenovs, i en 3–4-förlust mot HC Lausanne. Davos slutade på femte plats i grundserien och Dahlbeck, som spelade alla 52 matcher, stod för 14 poäng (3 mål, 11 assist). I det följande slutspelet slogs laget omgående ut i kvartsfinalserien mot ZSC Lions med 4–1 i matcher.
Den 14 september 2023 bekräftades det att Dahlbeck förlängt sitt avtal med Davos med ytterligare två säsonger. Inför säsongen 2023/24 utsågs han till en av Davos assisterande lagkaptener. På 52 grundseriematcher noterades Dahlbeck för 26 poäng, varav sju mål. Tillsammans med Marcus Sörensen var också den i hela ligan som hade bäst plus/minus-statistik (+30) i grundserien. I slutspelet slogs Davos ut i kvartsfinalserien mot HC Lausanne med 4–3 i matcher. Säsongen 2024/25 spelade Dahlbeck samtliga 52 grundseriematcher och stod för 17 poäng, varav sex mål. I slutspelet tog sig Davos till semifinal sedan man slagit ut EV Zug i kvartsfinal med 4–0 i matcher. Man föll i semifinalen mot ZSC Lions med 4–2. På dessa tio matcher noterades Dahlbeck för två assistpoäng.

### Landslagskarriär
Dahlbeck representerade Sverige vid JVM 2011, som avgjordes i Buffalo, USA. Laget gick obesegrat fram till semifinal, där man dock föll i straffläggning mot Ryssland med 3–4. Sverige slutade fyra i turneringen sedan man även förlorat bronsmatchen mot USA, med 2–4. På sex spelade matcher noterades Dahlbeck för två assist.
Den 10 november 2011 debuterade han i Tre Kronor, under Karjala Tournament 2011, i en match mot Tjeckien där laget föll med 2–5. Han noterades för sin första poäng i A-landslaget två dagar senare, när han assisterade till ett mål av Calle Järnkrok, i en 1–4-förlust mot Ryssland. Under Channel One Cup 2018 gjorde Dahlbeck sitt första A-landslagsmål, på Ilja Sorokin, i en 3–2-förlust mot Ryssland den 13 december.
Dahlbeck blev uttagen att spela sitt första VM 2021, som skulle komma att avgöras i Lettland. Han utsågs till en av Sveriges assisterande lagkaptener. Laget slutade på femte plats i grupp A och misslyckades därmed för första gången att ta sig till slutspelsrundan. På sju spelade matcher noterades Dahlbeck för en assistpoäng.

## Statistik

### Klubbkarriär
| 2008–09           | Gislaveds SK        | Div. 1            | 5   | 1  | 1  | 2  | 2   | —  | — | — | — | —  |
| 2009–10           | Linköping HC        | Elitserien        | 6   | 0  | 0  | 0  | 0   | 3  | 0 | 0 | 0 | 0  |
| 2009–10           | Mjölby HC           | Div. 1            | 2   | 0  | 0  | 0  | 0   | —  | — | — | — | —  |
| 2010–11           | Linköping HC        | Elitserien        | 47  | 0  | 8  | 8  | 12  | 7  | 0 | 0 | 0 | 0  |
| 2011–12           | Linköping HC        | Elitserien        | 55  | 2  | 2  | 4  | 20  | —  | — | — | — | —  |
| 2012–13           | Rockford Icehogs    | AHL               | 70  | 1  | 5  | 6  | 29  | —  | — | — | — | —  |
| 2013–14           | Rockford Icehogs    | AHL               | 75  | 10 | 25 | 35 | 49  | —  | — | — | — | —  |
| 2014–15           | Rockford Icehogs    | AHL               | 49  | 4  | 7  | 11 | 35  | —  | — | — | — | —  |
| 2014–15           | Chicago Blackhawks  | NHL               | 4   | 1  | 0  | 1  | 2   | —  | — | — | — | —  |
| 2014–15           | Arizona Coyotes     | NHL               | 19  | 0  | 3  | 3  | 6   | —  | — | — | — | —  |
| 2014–15           | Portland Pirates    | AHL               | 3   | 0  | 1  | 1  | 0   | 5  | 0 | 1 | 1 | 4  |
| 2015–16           | Arizona Coyotes     | NHL               | 71  | 2  | 6  | 8  | 28  | —  | — | — | — | —  |
| 2016–17           | Carolina Hurricanes | NHL               | 43  | 2  | 4  | 6  | 30  | —  | — | — | — | —  |
| 2016–17           | Charlotte Checkers  | AHL               | 6   | 0  | 1  | 1  | 0   | —  | — | — | — | —  |
| 2017–18           | Carolina Hurricanes | NHL               | 33  | 1  | 4  | 5  | 21  | —  | — | — | — | —  |
| 2018–19           | HK CSKA Moskva      | KHL               | 55  | 2  | 9  | 11 | 22  | 20 | 0 | 2 | 2 | 14 |
| 2019–20           | HK CSKA Moskva      | KHL               | 52  | 1  | 6  | 7  | 22  | 3  | 0 | 1 | 1 | 5  |
| 2020–21           | HK CSKA Moskva      | KHL               | 53  | 2  | 12 | 14 | 41  | 23 | 1 | 0 | 1 | 4  |
| 2021–22           | HK CSKA Moskva      | KHL               | 38  | 3  | 2  | 5  | 14  | 22 | 1 | 4 | 5 | 10 |
| 2022–23           | HC Davos            | NL                | 52  | 3  | 11 | 14 | 12  | 5  | 0 | 1 | 1 | 0  |
| 2023–24           | HC Davos            | NL                | 52  | 7  | 19 | 26 | 28  | 7  | 0 | 0 | 0 | 4  |
| 2024–25           | HC Davos            | NL                | 52  | 6  | 11 | 17 | 14  | 10 | 0 | 2 | 2 | 2  |
| AHL totalt        | AHL totalt          | AHL totalt        | 203 | 15 | 39 | 54 | 113 | 5  | 0 | 1 | 1 | 4  |
| KHL totalt        | KHL totalt          | KHL totalt        | 198 | 8  | 29 | 37 | 99  | 68 | 2 | 7 | 9 | 33 |
| NHL totalt        | NHL totalt          | NHL totalt        | 170 | 6  | 17 | 23 | 87  | —  | — | — | — | —  |
| NL totalt         | NL totalt           | NL totalt         | 156 | 16 | 41 | 57 | 54  | 22 | 0 | 3 | 3 | 6  |
| Elitserien totalt | Elitserien totalt   | Elitserien totalt | 108 | 2  | 10 | 12 | 32  | 10 | 0 | 0 | 0 | 0  |

### Internationellt
| År            | Lag           | Turnering     | Matcher | Mål | Assists | Poäng | Utv. |
| ------------- | ------------- | ------------- | ------- | --- | ------- | ----- | ---- |
| 2011          | Sverige J20   | JVM           | 6       | 0   | 2       | 2     | 2    |
| 2021          | Sverige       | VM            | 7       | 0   | 1       | 1     | 4    |
| Junior totalt | Junior totalt | Junior totalt | 6       | 0   | 2       | 2     | 2    |
| Senior totalt | Senior totalt | Senior totalt | 7       | 0   | 1       | 1     | 4    |